# Kroppskontakt av värsta graden
Kroppskontakt av värsta graden (Earth Girls Are Easy) är en amerikansk SF-komedi från 1988. Den regisserades av Julien Temple och hade Geena Davis och Jeff Goldblum i ledande roller.

## Rollista (urval)[1]
- Geena Davis - Valerie
- Jeff Goldblum - Mac
- Jim Carrey - Wiploc
- Damon Wayans - Zeebo
- Julie Brown - Candy
- Michael McKean - Woody